# Marianne Majerus
Marianne Majerus (Clervaux, 5 de setembre de 1956) és una fotògrafa luxemburguesa, especialista en fotografia de jardins.

## Biografia
Després d'haver col·laborat a il·lustrar amb fotografies una sèrie d'estudis sobre la cultura històrica, així com d'alimentació i llibres de viatges, Marianne Majerus es va especialitzar en la fotografia de plantes i jardins. La seva empresa, Marianne Majerus Garden Images, proporciona imatges de jardí per als mitjans de comunicació a Gran Bretanya i a tot el món. Marianne Majerus és actualment membre del Photographic Advisory Committee de la Royal Horticultural Society, i el 2013 es va unir al jurat per a l'adjudicació de premis del The Garden Media Guild's. Durant l'Olimpíada Cultural de Londres de 2012 Marianne Majerus va ser escollida com a fotògrafa per representar el seu país natal de Luxemburg en l'exposició The World in London al Victoria Park i a Oxford Street.

## Obres
Quatre retrats de Marianne Majerus s'exhibeixen a la National Portrait Gallery (Londres): 
- Doris Lessing[6]
- Hugo Williams[7]
- Malcolm Bradbury[8]
- Raffaella Barker[9]

Altres obres es troben al Consell de les Arts de Gran Bretanya i al Centre Nacional Audiovisual de Luxemburg.
Altres retrats realitzats per ella són els de:
- James Graham Ballard[11]
- Andrew Motion[12]
- Tony Harrison[13]
- Sara Ludford

### Llibres com a directora de fotografia
| Any publicació | Títol                                                                               |
| -------------- | ----------------------------------------------------------------------------------- |
| 2012           | Die geheimen Gärten von Cornwall: Die schönsten Refugien an Englands Südküste (DVA) |
| 2011           | Die geheimen Gärten Luxemburgs (Binsfeld)                                           |
| 2007           | Traumpaare (Callwey)                                                                |
| 2007           | Secret Gardens of Venice (Weidenfeld)                                               |
| 2006           | Jardins Secrets de Venise (Flammarion)                                              |
| 2006           | Projects for Small Gardens: 56 Projects With Step-by-step Instruction               |
| 2006           | Neue Ideen für winzige Gärten                                                       |
| 2005           | Garden Spaces: Simple Solutions for Planning and Design                             |
| 2005           | 101 Ideas Gardens                                                                   |
| 2004           | Secret Gardens of London (Weidenfeld)                                               |
| 2004           | Jardins Secrets de Londres (Flammarion)                                             |
| 2004           | Shrubs for the Garden                                                               |
| 2004           | Herbs: Simple Projects for the Weekend Gardener                                     |
| 2004           | Containers: Simple Projects for the Weekend Gardener                                |
| 2004           | A Passion for Roses (Mitchell Beazley)                                              |
| 2003           | House Beautiful Container Gardens                                                   |
| 2003           | The German Ambassador's Residence in London (edició revisada)                       |
| 2003           | Cool Containers                                                                     |
| 2001           | The New Tech Garden                                                                 |
| 2001           | Foliage                                                                             |
| 2001           | Seeds: The Ultimate Guide to Growing Successfully from Seed                         |
| 2000           | The New London Garden (Weidenfeld)                                                  |
| 2000           | Living with Plants                                                                  |
| 1999           | Gardening with Herbs                                                                |
| 1997           | Gardening with Containers                                                           |
| 1996           | Alsace Gastronomique (Conran Octopus)                                               |
| 1993           | The German Ambassador's Residence in London (German Embassy)                        |
| 1992           | English Manor Houses (Weidenfeld; Rizzoli)                                          |
| 1992           | Garden Effects (Weidenfeld)                                                         |
| 1991           | The Garden Wall (Johnson Editions)                                                  |
| 1990           | Provence: 12 Travels with a Gastronome (George Philip)                              |
| 1988           | The Rose Gardens of England (Collins)                                               |
| 1988           | The French Revolution (Simon & Schuster)                                            |
| 1987           | Chronicles of the Age of Chivalry (Viking Penguin)                                  |
| 1986           | The Plantagenet Chronicles (Weidenfeld)                                             |
| 1985           | The Domesday Book: England's Heritage Then and Now (Hutchison; Viking)              |

### Llibres com a fotògrafa destacada
| Any publicació | Títol                                                         |
| -------------- | ------------------------------------------------------------- |
| 2014           | Highgrove: A Garden Celebrated                                |
| 2011           | Landhaus-Gärten – Paradiese ohne Grenzen                      |
| 2011           | International Garden Photographer of the Year: Collection 4   |
| 2010           | International Garden Photographer of the Year: Collection 3   |
| 2010           | Kleine Gärten – Das große Ideenbuch                           |
| 2010           | Neues Design für kleine Gärten                                |
| 2008           | International Garden Photographer of the Year: Collection 1   |
| 2008           | Gestaltung mit Rosen: Das große Ideenbuch                     |
| 2006           | Projets pour petits jardins : 56 Projets à réaliser pas à pas |
| 2005           | 101 Conseils Jardin                                           |

## Honors, premis i reconeixements
- 2014 - Cavaller de l'Orde del Mèrit del Gran Ducat de Luxemburg (Promoció 2014)[18]
- 2013 - Premi Garden Media Guild. Característiques Fotògraf de l'Any.[19]
- 2011 - Premi Garden Media Guild Fotògraf de l'Any[20] i, a començaments d'any, va guanyar el primer lloc a Garden Views Category de l'International Garden Fotògraf de l'Any de 2011. També va rebre el «Premi del Llibre de Luxemburg» pel seu llibre Die geheimen Gärten Luxemburgs («Els jardins secrets de Luxemburg») en la categoria «Art i Imatges».
- 2010 - International Garden Photographer of the Year per la seva fotografia Layered landscape: a moment captured.[21] La mateixa imatge també va guanyar el «Premi del públic» segons el vot del públic a la categoria al Garden Views.[22][23][24]